# Sociedad Escolar y Deportiva Alemana Lanús Oeste
Sociedad Escolar y Deportiva Alemana de Lanús Oeste, más conocido como S.E.D.A.L.O, es un club de balonmano de Argentina que milita en la Liga de Honor Oro (máxima categoría de la Federación Metropolitana de Balonmano), tanto en Damas como en Caballeros.
Ubicado en Lanús Oeste y con 99 años de historia, la Sociedad Escolar y Deportiva Alemana de Lanús Oeste, es considerada una de las instituciones más importantes del deporte a nivel nacional.

## Palmarés
Nacionales (masculino)
Anteriores a FeMeBal
- 1943, Campeón Handball de Once

- 1966, Campeón Torneo de Otoño

- 1967, Campeón Federal Argentino Handball

- 1968, Campeón Federal Argentino Handball

- 1974, Campeón Federal Argentino Handball

FeMeBal
- 1975, Campeón Metropolitano FEMEBAL

- 1989, Campeón Clausura FEMEBAL

- 1990, Campeón Metropolitano

- 1991, Campeón Metropolitano

- 1991, Campeón Nacional

- 1992, Campeón Nacional

- 1993, Campeón Apertura

Nacionales (femenino)
- 1998, Campeón Metropolitano Clausura FEMEBAL
- 1999, Campeón Apertura FEMEBAL
- 1999, Campeón Nicanor G. del Solar
- 2000, Campeón Apertura FEMEBAL
- 2000, Campeón Federal
- 2001, Campeón Federal
- 2002, Campeón Metropolitano Clausura FEMEBAL
- 2002, Campeón Recopa FEMEBAL
- 2003, Campeón Metropolitano FEMEBAL
- 2003, Campeón Supercopa FEMEBAL
- 2003, Campeón Nacional
- 2004, Campeón Apertura FEMEBAL
- 2004, Campeón Metropolitano FEMEBAL
- 2004, Campeón Nacional
- 2005, Campeón Metropolitano FEMEBAL
- 2005, Campeón Copa de Campeones
- 2006, Campeón Metropolitano FEMEBAL
- 2006, Campeón Nacional
- 2008, Campeón Metropolitano Apertura FEMEBAL
- 2008, Campeón Metropolitano Clausura FEMEBAL
- 2008, Campeón Súper Cuatro
- 2009, Campeón Súper Cuatro
- 2009, Campeón Nacional
- 2011, Campeón Metropolitano Apertura FEMEBAL
- 2011, Campeón Metropolitano Clausura FEMEBAL
- 2012, Campeón Metropolitano Apertura FEMEBAL
- 2012, Campeón Metropolitano Clausura FEMEBAL
- 2012, Campeón Súper Cuatro

## Historia Institucional
Desde sus comienzos hasta la actualidad
Los orígenes de la Institución Alemana de Lanús se remontan a los años posteriores a la Primera Guerra Mundial, cuando la crisis reinaba en Europa, lo que obligó a muchos a migrar a Argentina.
A partir de 1924, Villa Diamante (Lanús Oeste) comenzó a ser el objetivo de muchos inmigrantes alemanes que se radicaron en dicho lugar, lo que los llevó a pregonar la construcción de un establecimiento educativo para sus hijos.
El 10 de enero de 1926 es celebrada la primera Asamblea General que dio origen a la Sociedad Escolar Alemana de Lanús Oeste.
Diez años más tarde, la institución ya contaba con 6 grados completos, así como jardín de infantes con una totalidad de 120 estudiantes.
En 1936, se nombra a la escuela como Adam Müller Guttenbrunn (escritor, periodista, dramaturgo, director teatral, crítico y consejero nacional austríaco).
Entre 1926 y 1945, la Sociedad Escolar tuvo mayor trascendencia por lo que pudo financiar becas y organizar múltiples eventos de toda índole.
Hacia fines de la Segunda Guerra Mundial (1945), el Estado Nacional Argentino clausuró y se apropió de todas las escuelas alemanas del país.
En 1950 se crea la Comisión Pro-restitución constituida por un grupo de personas encabezadas por Antonio Becker, que con el objetivo de restituir las propiedades logró implementar en 1955 el decreto Nº 6127/55, lo que les confirió a las escuelas alemanas el poder de volver a las actividades, todas a excepción de las de Lanús Oeste, dado que su edificio fue ocupado por la Nacional Oficial número 49, debido a esto los vecinos dialogaron la unificación de tres instituciones; Sociedad Escolar Alemana Lanús Oeste (Fundada en 1925), Sociedad Deportiva y Cultural Germania (Fundada en 1927) rebautizada cómo “Unión” y la Sociedad Deportiva y Social Valentín Alsina (Fundada en 1941).
En 1959, se logra implementar una fusión, decretado así el origen de la Sociedad Escolar y Deportiva Alemana “Lanús Oeste” conocida popularmente por sus siglas S.E.D.A.L.O.
Años más tarde se reafirma el nivel secundario.
Desde el año 1995, S.E.D.A.L.O. otorga el Bachiller en Contaduría.

## Historia deportiva
Actualmente S.E.D.A.L.O, posee equipos de gimnasia artística y de balonmano tanto en la rama femenina como masculina.
Cabe destacar que el balonmano fue instaurado en 1942, siendo dicho club uno de los primeros en incluirlo.
En ese tiempo los torneos de Handball eran regulados por la Asociación Atlética Alemana, por lo que los equipos contaban con 11 jugadores y no con 7 como en la actualidad.
Décadas más tarde el Club S.E.D.A.L.O. sería inscrito en la Federación Metropolitana de Balonmano, desde entonces el club cuenta con todas las divisiones (ambos géneros), desde los equipo mini hasta los que disputa la Liga de Honor

## Plantel
Plantel masculino
| No | Nacionalidad         | Jugador       |                   | Selección |
| -- | -------------------- | ------------- | ----------------- | --------- |
| 1  | Bandera de Argentina | P. Domínguez  | Arquero           |           |
| 2  | Bandera de Argentina | F. Mau        | Lateral izquierdo |           |
| 8  | Bandera de Argentina | L. Morello    | Lateral derecho   |           |
| 9  | Bandera de Argentina | J. Ojla       | Central           |           |
| 11 | Bandera de Argentina | G. López      | Pivote            |           |
| 14 | Bandera de Argentina | I. Pizarro    | Extremo izquierdo |           |
| 15 | Bandera de Argentina | M. Stahringer | Extremo derecho   |           |

| Leyenda |
| ------- |

 Selección Argentina (absoluta):
- Ignacio Pizarro.

Plantel femenino
| No | Nacionalidad         | Jugador              | Selección |
| -- | -------------------- | -------------------- | --------- |
| 1  | Bandera de Argentina | Agustina Duarte.     |           |
| 2  | Bandera de Argentina | Maricel Medina.      |           |
| 3  | Bandera de Argentina | Caterina Benedetti.  |           |
| 5  | Bandera de Argentina | Gabriela Ficcazzola  |           |
| 8  | Bandera de Argentina | Melina Kruk          |           |
| 9  | Bandera de Argentina | Cynthia Basile       |           |
| 15 | Bandera de Argentina | Silvana Totolo.      |           |
| 17 | Bandera de Argentina | Micaela Roldán       |           |
| 19 | Bandera de Argentina | María Rabino         |           |
| 20 | Bandera de Argentina | Michalski Ekaterina. |           |

| Leyenda |
| ------- |